# Женская Клауза
Женская Клауза (нем. Frauenklause, Klause от лат. claudere — закрывать, запирать) или собрание сестёр (нем. Schwesternsammlung), женский скит, пустынь. Создаваемые в раннем и среднем средневековье в странах Европы, обычно под покровительством и защитой мужских монастырей сожительства женщин, которые посвятили свою жизнь служению Богу и вели жизнь по евангельским советам (например, бегинки).
Жилые и рабочие здания клаузы были отгорожены стенами от внешнего мира и монастыря. Жизнь велась по правилам покровительствующего монастыря. Клауза могла, как в случае Хильдегарды Бингенской, развиться в независимый женский монастырь.